# Manuel Valls de Gomis
Manuel Valls de Gomis   (Barcelona, 10 d'abril de 1914 - Perpinyà, 2002) fou un activista i exiliat català. Durant el període de la Generalitat republicana va ser secretari del president Lluís Companys al Palau de la Generalitat i després sots-director de la presó Model de Barcelona. Exiliat el 1938 a l'estat francès, va col·laborar amb la resistència contra la invasió nazi i va crear una xarxa d’evasió que va salvar milers de soldats aliats i jueus perseguits durant l'holocaust.

## Biografia
Fill d'un fabricant tèxtil de Barcelona, va ser militant de les joventuts d'Unió Democràtica de Carrasco i Formiguera. Cap d'escamots durant els fets del sis d'octubre de 1934, fou detingut i posteriorment alliberat. El 1936 juntament amb Josep Maria Batista i Roca va ser responsable de formar la columna Pau Claris, creada per la Generalitat. A final de l'any 1938 es va haver d'exiliar a París, tot unint-se a la resistència contra l'ocupació nazi en començar la Segona Guerra Mundial. De Perpinyà estant, la seva missió consistia a dificultar el moviment de tropes franquistes a la frontera del Pirineu Oriental tot creant un nucli d'ajuda a l'estat francès anomenat “Léon Brun” (“Lluís el Bru”, sent una referència al President Companys). Manuel Valls va ser el segon militant del Front Nacional de Catalunya (FNC) i el fundador del partit, Joan Cornudella, el va temptar per a tornar a Barcelona, però ell va preferir col·laborar-hi des de la Catalunya Nord. Amb la invasió nazi, Valls és tancat al camp de concentració de Ribesaltes, d'on surt gràcies a un coronel dels Serveis d'Informació Militar francesos. Perseguit per la Gestapo, va poder fugir primer a Tolosa de Llenguadoc i després a París.
Manuel Valls va participar en una operació per a bastir un cap de pont entre Roses i Perpinyà per a un possible desembarcament de les forces aliades a la badia de Roses, tot i que ho van acabar fent a l'illa de Sicília el juliol del 1943. Valls va ajudar a crear una xarxa d'evasió, anomenada Alibi-Maurice, que anava de Suïssa fins a Lisboa travessant l'Albera, per la qual hi van arribar a passar vuit-cents aviadors i soldats aliats així com nombrosos jueus perseguits pel nazisme. L'octubre de 1944, es va casar amb Frajda Kirszbaum, d'una família jueva que va ajudar a escapar. Pel seu activisme durant la guerra, va ser condecorat anys després amb la Creu de Guerra i la Medalla de la Resistència franceses i amb la Medalla de la Llibertat amb palmes d'argent de l'exèrcit nord-americà, i va rebre també un certificat de gratitud de la reina britànica.
Manuel Valls de Gomis va rebre l'honor de ser l'únic català distingit Just entre les Nacions per part del govern d'Israel, una distinció que atorga el màxim reconeixement a aquells qui, no essent jueus, van arriscar la vida per ajudar els que sí que ho eren durant el nazisme. El Memorial de Iad va-Xem, una institució israeliana creada per a honorar les víctimes i els herois de l'Holocaust, ha lliurat diplomes a desenes de milers de persones de 51 països diferents. Valls en va rebre un el 21 de maig de 1997, en una cerimònia a París.
Membre actiu del Centre Català de Perpinyà, l'any 1979 va mirar d'evitar l'extradició de Manuel Viusà, acusat pel govern espanyol de pertànyer a l'Exèrcit Popular Català. Manuel Valls va morir a Perpinyà el 2002. La Fundació Reeixida ha batejat amb el seu nom una de les rutes de la llibertat que es van començar a recuperar el 2022 i que es presentaran el Dia Internacional en Memòria de les Víctimes de l'Holocaust de 2024.